# Elfenbenskusten i olympiska sommarspelen 1996
Elfenbenskusten deltog i de olympiska sommarspelen 1996 med en trupp bestående av 11 deltagare, men ingen av landets deltagare erövrade någon medalj.

## Friidrott
Herrar
| Ahmed Douhou                                              | Herrarnas 100 meter             | 10.53 | 55   | Gick inte vidare | Gick inte vidare | Gick inte vidare | Gick inte vidare | Gick inte vidare | Gick inte vidare |                  |                  |
| Jean-Olivier Zirignon                                     | Herrarnas 100 meter             | 22.69 | 106  | Gick inte vidare | Gick inte vidare | Gick inte vidare | Gick inte vidare | Gick inte vidare | Gick inte vidare |                  |                  |
| Franck Waota                                              | Herrarnas 200 meter             | 20.78 | 29 q | 21.14            | 36               | Gick inte vidare | Gick inte vidare | Gick inte vidare | Gick inte vidare | Gick inte vidare | Gick inte vidare |
| Franck Waota Ahmed Douhou Eric Pacome N'Dri Ibrahim Meité | Herrarnas 4 x 100 meter stafett | 39.43 | 14 q | N/A              | N/A              | 38.99            | 11               | Gick inte vidare | Gick inte vidare |                  |                  |

## Judo
Herrar
| Idrottare     | Gren              | Resultat |
| ------------- | ----------------- | -------- |
| David Kouassi | Lättvikt (-73 kg) | 13       |

Damer
| Idrottare           | Gren              | Resultat |
| ------------------- | ----------------- | -------- |
| Marguerita Goua Lou | Tungvikt (+78 kg) | 14       |

## Kanotsport
Herrar
| Kanotist       | Gren                 | Heat     | Heat      | Återkval | Återkval  | Semifinal        | Semifinal        | Final            | Final            |
| Kanotist       | Gren                 | Tid      | Placering | Tid      | Placering | Tid              | Placering        | Tid              | Placering        |
| -------------- | -------------------- | -------- | --------- | -------- | --------- | ---------------- | ---------------- | ---------------- | ---------------- |
| Koutoua Abia   | Herrarnas K-1 500 m  | 1:55.208 | 9         | 1:53.432 | 8         | Gick inte vidare | Gick inte vidare | Gick inte vidare | Gick inte vidare |
| Miezan Edoukou | Herrarnas K-1 1000 m | 4:31.680 | 8         | 4:44.155 | 7         | Gick inte vidare | Gick inte vidare | Gick inte vidare | Gick inte vidare |

## Tennis
| Spelare                        | Gren       | Omgång 1    | Omgång 1 | Omgång 2         | Omgång 2  | Omgång 3                | Omgång 3  | Kvartsfinal      | Kvartsfinal      | Semifinal        | Semifinal        | Final            | Final            | Final            |
| Spelare                        | Gren       | Motståndare | Poäng    | Motståndare      | Poäng     | Motståndare             | Poäng     | Motståndare      | Poäng            | Motståndare      | Poäng            | Motståndare      | Poäng            | Placering        |
| ------------------------------ | ---------- | ----------- | -------- | ---------------- | --------- | ----------------------- | --------- | ---------------- | ---------------- | ---------------- | ---------------- | ---------------- | ---------------- | ---------------- |
| Clement N'Goran Claude N'Goran | Herrdubbel | N/A         | N/A      | Chen, Lien (TPE) | W 6-2 6-2 | Eltingh, Haarhuis (NED) | L 4-6 4-6 | Gick inte vidare | Gick inte vidare | Gick inte vidare | Gick inte vidare | Gick inte vidare | Gick inte vidare | Gick inte vidare |